# 知る権利
知る権利（しるけんり、英: Right to know）は、公衆がその必要とする情報を、妨げられることなく自由に入手できる権利。